# Тельбес (посёлок)
Тельбес — посёлок (с 1932 по 1966 год — рабочий посёлок) в Таштагольском районе Кемеровской области. Входит в состав Мундыбашского городского поселения.

## География
Посёлок Тельбес расположен в северо-западной части Таштагольского района на берегах реки Тельбес, в месте впадения в неё реки Тамала, в 9 километрах от посёлка Мундыбаш.
Центральная часть населённого пункта расположена на высоте 257 метров над уровнем моря.
В посёлке 4 улицы — Кирова, Левобережная, Натяжная и Озёрная.

## История
Тельбес — один из старейших шорских аалов.
Ещё в середине XVIII века делались попытки использовать железные руды Тельбесского месторождения для снабжения Томского завода, но из-за большой удалённости и отсутствия дорог эта задача оказалась непосильной.
В 1926 году постановлением Сибирского крайисполкома были начаты работы по организации бюро для проектирования Тельбесского Кузнецкого комбината — Тельбесбюро, на базе которого впоследствии был организован Тельбесстрой, а позже — Кузнецкстрой.
29 января 1930 года в посёлке Тельбес организовано управление Тельбесского железорудного района по строительству рудников Тельбес и Темиртау, а в сентябре была начата проходка первой на руднике Тельбес наклонной шахты «Ударник».
Руду из рудника вывозили по рельсам в вагонетках, а далее — до Мундыбаша по канатной дороге, протяжённость которой составляла 7050 метров и была рассчитана на перевозку 300000 тонн руды в год. Последняя руда по канатной дороге отправлена в 1948 году, после чего дорога была демонтирована и перенесена на соседний рудник Одрабаш.
Постановлением ВЦИК от 2 марта 1932 года отнесён к категории рабочих посёлков.
Указом Президиума Верховного Совета РСФСР от 23 марта 1961 года Тельбес передан в состав Таштагольского района.
Решением Кемеровского облисполкома № 96 от 31 января 1966 года Тельбес отнесён к категории сельских поселений и передан в административное подчинение Мундыбашского поссовета.

## Население
| 1939 | 1959  | 2002 | 2010 |
| ---- | ----- | ---- | ---- |
| 3278 | ↘2712 | ↘35  | ↘19  |